# Зуев, Андрей Иванович
Андрей Иванович Зуев (ум. 12 сентября 1963) — командир расчёта 76-мм пушки 532-го стрелкового полка (111-я стрелковая дивизия, 52-я армия, 2-й Украинский фронт) старшина, участник Великой Отечественной войны, кавалер ордена Славы трёх степеней.

## Биография

### Ранняя биография
Родился 17 сентября 1911 года в городе Царицын (ныне Волгоград) в семье рабочего-металлурга. Русский.
В 1926 году окончил 5 классов неполной средней школы. Трудовую деятельность начал извозчиком по найму, с 1939 года работал плотником на стройках города.
В сентябре 1933 года был призван в Красную армию. Службу проходил курсантом, командиром орудия, старшиной артиллерийской батареи 31-го артиллерийского полка 31-й стрелковой дивизии Северо-Кавказского военного округа (г. Сталинград). Через 2 года срочной службы остался на сверхсрочную. В 1939 году был демобилизован.
В том же году поступил на работу в Отдел исправительно-трудовых лагерей НКВД при Сталинградской области. Работал помощником командира конвойного взвода.

### В Великую Отечественную войну
В сентябре 1941 года был вновь призван в армию Дзержинским райвоенкоматом города Сталинграда. Боевой путь начал командиром отделения связи отдельного миномётного батальона на Южном фронте. В декабре 1941 года был ранен, после госпиталя на фронт вернулся сразу. С сентября 1942 по январь 1943 года — старшина батареи 147-го запасного армейского стрелкового полка 52-й армии.
В дальнейшем воевал в составе 288-го гвардейского стрелкового полка 94-й гвардейской стрелковой дивизии, был старшиной стрелковой роты. Участвовал в сражении на Курской дуге, в боях за освобождение Украины, форсировал реку Днепр. В апреле 1944 года в одном из боёв в ходе Уманско-Ботошанской операции был ранен. Награждён медалью «За отвагу».
Через месяц, после излечения в армейском госпитале, был направлен в 532-й стрелковый полк 111-й стрелковой дивизии. Назначен, согласно специальности полученной до войны, в артиллерийский расчёт 76-мм орудия наводчиком. В его составе прошёл до Победы.
20-25 августа 1944 года в период наступательных боёв в ходе Ясско-Кишинёвской наступательной операции старшина Зуев со свои расчётом постоянно находился в боевых порядках наступающей пехоты. В боях на территории Молдавии и Румынии точной наводкой из своего орудия уничтожил 2 дзота, 4 пулемёта и до 40 солдат противника.
Приказом по частям 111-й стрелковой дивизии от 31 августа 1944 года (№ 41/н) старшина Зуев Андрей Иванович награждён орденом Славы 3-й степени.
В сентябре 1944 года дивизия в составе 52-й армии была выведена в резерв Ставки ВГК. В октябре, после пополнения и доукомплектования, передислоцирована на 1-й Украинский фронт. Вплоть до 1945 года активных боевых действий не вела. В январе 1945 года сосредоточилась на Сандомирском плацдарме.
С 12 января дивизия перешла в наступление в ходе Сандомирско-Силезской наступательной операции, а в феврале участвовала в Нижне-Силезской операции. В этих боях старшина Зуев командовал артиллерийским расчётом того же полка.
13 февраля 1945 года близ населённого пункта Бухвальд (12 км южнее города Шпроттау, Германия, ныне Шпротава, Польша) старшина Зуев со своим расчётом при отражении 6 контратак врага вывел из строя до взвода пехоты и 2 пулемётные точки. Когда наша колонна, двигаясь на марше, подверглась нападению неприятеля, быстро подготовил орудие к бою и поджёг бронетранспортёр, вынудив противника отступить.
Приказом по войскам 52-й армии от 16 марта 1945 года (№ 70/н) старшина Зуев Андрей Иванович награждён орденом Славы 2-й степени.
На завершающем этапе войны в Берлинской наступательной операции дивизия составе 52-й армии наносила вспомогательный удар в направлении на Дрезден и вела бои в районе Гёрлиц — Шпремберг.
16 апреля 1945 года в боях за населённые пункты Грос-Крауш и Ней-Крауш (9 км сев. г. Герлиц, Германия) старшина Зуев во время танковой контратаки противника лично уничтожил танк с десантом автоматчиков. Позднее, при отражении 4 контратак расчёт подавил 3 пулемётные точки, мешавшие нашей пехоте, и нанёс большие потери в живой силе. Артиллеристы вели огонь прямой наводкой.
Войну закончил на реке Влада северо-восточнее столицы Чехословакии города Прага. Член ВКП(б)/КПСС с апреля 1945 года.
Указом Президиума Верховного Совета СССР от 27 июня 1945 года старшина Зуев Андрей Иванович награждён орденом Славы 1-й степени. Стал полным кавалером ордена Славы.

### После войны
В ноябре 1945 года уволен в запас в звании младшего лейтенанта.
Вернувшись домой, вновь поступил на службу в Отдел исправительно-трудовых лагерей НКВД. Был заместителем командира взвода по политической части. В 1947 году по состоянию здоровья переведён в систему лагерей заместителем начальника производственной части. В 1953 году уволен по сокращению штатов.
В том же году пришёл работать на Сталинградский завод тракторных деталей и нормалей нормировщиком.
Жил в городе Сталинграде. Скончался 12 сентября 1963 года, похоронен в Волгоград.

## Награды
- Орден Славы 1-й (27.06.1945)[2][3], 2-й (16.03.1945)[4] и 3-й (31.08.1944)[2][5] степеней
- медали, в том числе:
  - «За отвагу» (15.04.1944)[6]
  - «За победу над Германией» (9 мая 1945[7])